# Margaret Sanger
Margaret Louise Higgins Sanger (Corning, 14 settembre 1879 – Tucson, 6 settembre 1966) è stata un'attivista, infermiera, scrittrice ed educatrice sessuale statunitense, pioniera della contraccezione e dei diritti riproduttivi.
Margaret Sanger fu colei che diffuse per la prima volta all'interno del mondo anglosassone il termine "controllo delle nascite", aprì la prima clinica di controllo delle nascite negli Stati Uniti d'America ed istituì organizzazioni che si sono poi evolute nell'attuale Planned Parenthood.
La Sanger utilizzò i suoi scritti e discorsi principalmente per promuovere il suo modo di pensare. Fu perseguitata per la sua pubblicazione intitolata Family Limitation , censurata secondo le regole delle "Comstock laws" (leggi che consideravano illegale vendere qualsiasi materiale considerato "osceno, indecente e/o lascivo") nel 1914. Per timore di serie conseguenze legali emigrò in Gran Bretagna fino a quando non si sentì più sicura da spiacevoli conseguenze legali in patria. Gli sforzi della Sanger nelle sue campagna di sensibilizzazione ai problemi sessuali contribuirono a diversi casi giudiziari i quali favorirono la successiva legalizzazione della contraccezione nel territorio statunitense.
A causa della sua connessione con il tema della pianificazione familiare, la Sanger fu frequentemente un facile bersaglio di critiche da parte degli oppositori dell'aborto (movimento pro-life), anche se la politica di pianificazione non iniziò a fornire aborti prima degli anni settanta del XX secolo, dopo cioè che la Sanger era già morta. Ella, che venne aspramente criticata anche per il suo sostegno alla cosiddetta eugenetica negativa, rimane una figura ammirata e stimata all'interno del movimento per i diritti riproduttivi statunitense.
Nel 1916 aprì la prima clinica di controllo delle nascite, il che condusse presto al suo arresto a causa della diffusione e distribuzione d'informazioni nei riguardi della contraccezione, questo dopo che un poliziotto in incognito acquistò una copia del suo opuscolo sulla pianificazione familiare. Il conseguente processo e successivo appello generò varie controversie.
La Sanger riteneva che per far sì che le donne avessero una loro posizione più equilibrata nella società e potessero condurre una vita più sana, dovevano essere in grado di determinare quando avere o meno dei figli, quando portare a termine o meno una gravidanza. Voleva anche prevenire gli aborti clandestini, che erano comuni a quel tempo e procurati in condizioni di completa mancanza di sicurezza per le donne in quanto illegali. Credeva che mentre l'aborto fosse talvolta giustificato, doveva essere però generalmente evitato e considerò la contraccezione come l'unico modo pratico per evitarlo.
Nel 1921 fondò l'American Birth Control League ("Lega Americana di Controllo delle Nascite", ABCL) che divenne poi la Planned Parenthood Federation of America ("Federazione di genitorialità pianificata d'America"). A New York organizzò la prima clinica di controllo delle nascite con uno staff composto esclusivamente da dottoresse, nonché una clinica ad Harlem con un consiglio consultivo composto da afroamericani e in cui furono aggiunti poco dopo membri della stessa comunità di colore.
Nel 1929 costituì il "National Committee on Federal Legislation for Birth Control" (Comitato Nazionale sulla legislazione federale per il controllo delle nascite) che fu il punto focale dei suoi sforzi di gruppo di pressione per la legalizzazione della contraccezione negli Stati Uniti. Dal 1952 al 1959 fu presidentessa dell'"International Planned Parenthood Federation" (Federazione Internazionale di Pianificazione della Genitorialità). Morì nel 1966 ed è ampiamente considerata come una delle fondatrici del moderno movimento di controllo delle nascite.

## Biografia

Margaret assieme a suo figlio nel 1916.

### Primi anni
La Sanger nacque come Margaret Louise Higgins nel 1879 a Corning (New York) da Michael Hennessy Higgins, un irlandese scalpellino nonché fautore del libero pensiero, e da Anne Purcell Higgins, un'irlandese-statunitense di fede cattolica. Michael era emigrato negli USA all'età di 14 anni e si era unito all'esercito come tamburino l'anno seguente, durante la guerra di secessione. Dopo aver lasciato l'esercito si mise a studiare medicina e frenologia, ma alla fine divenne un tagliatore di pietra e un muratore, costruendo angeli, santi e lapidi di marmo. Michael era inizialmente un cattolico ma divenne ateo e attivista a favore del suffragio femminile e l'istruzione pubblica gratuita per tutti.
Anne nacque in Irlanda, i suoi genitori condussero la famiglia in Canada durante la grande carestia irlandese; sposò Michael nel 1869. Anne condusse 18 gravidanze (con 11 nascite vive) in un lasso di tempo di 22 anni, prima di morire all'età di 49 anni. La Sanger fu la sesta di 11 figli sopravvissuti e spesso durante la sua giovinezza assistette la madre con le faccende domestiche e prendendosi cura dei suoi fratelli più giovani.
Sostenuta dalle sue due sorelle più anziane Margaret frequentò il Claverack College e l'Hudson River Institute prima d'iscriversi nel 1900 al White Plains Hospital in qualità di allieva infermiera. Nel 1902 sposò l'architetto William Sanger e rinunciò a proseguire negli studi. Anche se afflitta da una condizione di tubercolosi attiva ricorrente la Sanger riuscì ad avere tre figli e la coppia si stabilì per una vita tranquilla nella Contea di Westchester.

Assieme ai due figli nel 1920.

### Attivismo sociale
Nel 1911, dopo che un incendio ebbe distrutto la loro casa a Hastings-on-Hudson, i Sanger abbandonarono i sobborghi per iniziare una nuova vita a New York. Margaret iniziò a lavorare nella sua qualità di infermiera itinerante nelle baraccopoli di Lower East Side, mentre il maritò lavorò come architetto e pittore d'interni. Già impregnata dalle idee del marito che frequentava la sinistra politica, anche Margaret si gettò nella politica radicale e fu una cultrice dei valori modernisti e un po' bohemien del Greenwich Village negli anni attorno alla prima guerra mondiale.
Entrò presto a far parte del comitato delle donne della federazione socialista newyorkese, partecipando alle azioni di lotta dei lavoratori dell'Industrial Workers of the World (compreso l'acceso sciopero tessile di Lawrence (Massachusetts) nel 1912 e dello "sciopero della seta" di Paterson (New Jersey) l'anno successivo); allo stesso tempo cominciò ad essere coinvolta con gli intellettuali locali, gli artisti, i socialisti e gli attivisti sociali, tra cui il giornalista John Reed, lo scrittore Upton Sinclair, Mabel Dodge Luhan e Emma Goldman.
Gli interessi politici della Sanger, il femminismo emergente e l'esperienza infermieristica, la portarono a scrivere due serie di colonne sull'argomento dell'educazione sessuale intitolate "What Every Mother Should Know" (Che cosa dovrebbe conoscere ogni madre, 1911–12) and "What Every Girl Should Know" (Che cosa dovrebbe conoscere ogni ragazza, 1912–13) per la rivista socialista New York Call. Secondo le norme del tempo gli articoli della Sanger erano estremamente franchi nella loro discussione sulla sessualità e molti lettori del periodico se ne sentirono oltraggiati. Altri invece elogiarono la serie per il suo candore; uno di questi affermò che la serie conteneva "una moralità più pura di tutte le biblioteche piene di ipocriti della modestia". Entrambi saranno pubblicati in forma di libro nel 1916.

In viaggio verso il Giappone in compagnia del figlio nel 1921.

Durante il suo lavoro tra le donne immigrate della classe operaia la Sanger incontrò donne che avevano subito frequenti parti, aborti naturali e aborti auto-indotti per mancanza di informazioni su come evitare le gravidanze indesiderate. L'accesso alle informazioni contraccettive era in quell'epoca proibito per motivi di "oscenità" secondo una legge federale del 1873 e da una serie di altre leggi statali. Cercando di aiutare queste donne la Sanger visitò assiduamente le biblioteche pubbliche, ma non fu in grado di trovare informazioni sulla contraccezione.
Questi problemi furono compendiati in una storia (probabilmente spuria) che la stessa Sanger avrebbe più tardi raccontato durante i suoi discorsi; un giorno, mentre stava lavorando come infermiera venne fatta chiamare nell'appartamento di una donna la quale si era molto ammalata a causa di un aborto auto-indotto. La donna, Sadie, aveva invitato il medico curante a dirgli come poteva impedire che questo potesse accadere nuovamente, a cui il medico li consigliò di praticare la castità. Pochi mesi dopo la Sanger venne richiamata da Sadie, solo che questa volta la donna morì poco dopo il suo arrivo: aveva tentato un altro aborto auto-indotto.
La Sanger a volte concludeva la sua storia dicendo: "Ho gettato la mia borsa per l'infermieristica in un angolo e ho annunciato che non avrei mai più preso un altro caso finché non avessi reso possibile insegnare alle donne in America come acquisire la conoscenza per controllare le nascite." Questa storia, assieme al salvataggio avvenuto nel 1909 di sua nipote Olive Byrne dalla nave in cui era stata imbarcata in quanto aspettava un figlio illegittimo, segna l'inizio dell'impegno della Sanger per salvare le donne dal perseguimento di aborti pericolosi e illegali. La Sanger si oppose all'aborto, ma soprattutto in quanto pericolo sociale per la salute pubblica, problema questo che sarebbe scomparso se le donne avessero potuto prevenire le gravidanze indesiderate.

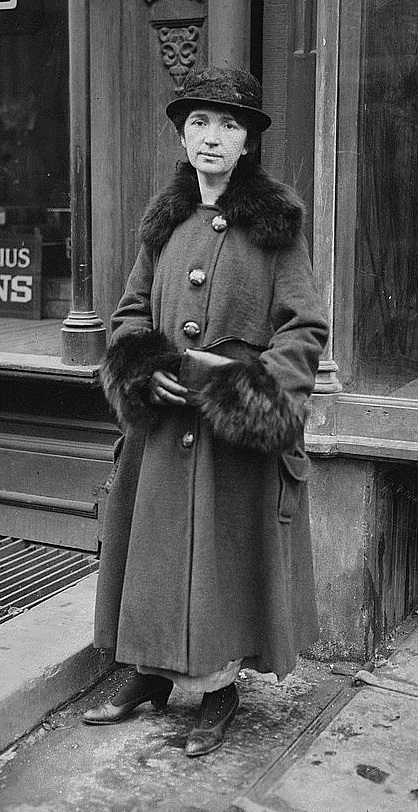
Davanti al suo studio clinico di Brownsville (New York, Stati Uniti, il 30 gennaio 1917).

Data la connessione esistente tra la contraccezione e l'empowerment della classe lavoratrice la Sanger pensava che solo liberando le donne dal rischi di gravidanze indesiderate avrebbe avuto luogo un cambiamento sociale fondamentale. Lanciò pertanto una campagna per sfidare la censura governativa sulla informazioni contraccettive attraverso azioni contrastanti.
La Sanger si separò dal marito nel 1913 e il divorzio della coppia si concretizzò nel 1921. Nel 1922 sposò il suo secondo marito Noah Slee.
Nel 1914 la Sanger lanciò The Woman Rebel, una bollettino mensile di otto pagine che promuoveva la contraccezione usando lo slogan "No gods, no masters". Venendo a collaborare con amici esponenti dell'anarchismo rese popolare il termine "controllo delle nascite" come alternativa più sincera agli eufemismi come "limitazione familiare" e annunciò che ogni donna avrebbe dovuto essere "l'amante assoluta del proprio corpo".
Durante questi primi anni di attivismo e impegno sociale intese il controllo delle nascite come una questione di libertà individuali, oltre che di libertà di paola, e quando iniziò a pubblicare The Woman Rebel uno dei suoi obiettivi principali era proprio quello di provocare una sfida giuridica alle leggi federali vigenti anti-oscenità le quali vietavano la diffusione di qualsiasi informazione sulla contraccezione.
Anche se le autorità postali soppressero ben cinque delle sue sette emissioni la Sanger continuò a pubblicare, mentre preparava Family Limitation, un'altra sfida alle leggi che ne proibivano l'informazione. Questo pamphlet di sedici pagine conteneva informazioni dettagliate e precise e descrizioni grafiche di vari metodi contraccettivi. Nell'agosto del 1914 venne accusata di aver violato le leggi postali sull'oscenità facendo inviare per posta The Woman Rebel. Piuttosto che dover subire un processo fuggì dal paese.
In Inghilterra la Sanger trascorse parte del suo esilio, dove il contatto con il Malthusianesimo britannico in alcuni suoi esponenti come Charles Vickery Drysdale contribuì a raffinare le proprie giustificazioni socio-economiche per il controllo delle nascite. Condivise essenzialmente la loro preoccupazione che l'eccesso di popolazione conduceva inevitabilmente verso la povertà, la carestia e la guerra. Alla "Fifth International Neo-Malthusian Conference" del 1922 fu la prima donna a presiederne una sessione. Oraganizzò in seguito la "Sixth International Neo-Malthusian and Birth-Control Conference" che si svolse a New York nel 1925.
Il tema della sovrappopolazione rimarrà una delle sue maggiori preoccupazioni per il resto della sua vita. Durante il suo viaggio in Inghilterra nel 1914 rimase anche profondamente influenzata dalle teorie di liberazione di Havelock Ellis, sotto la cui tutela cercò non solo di rendere il rapporto sessuale più sicuro per le donne, ma anche più piacevole. Un altro personaggio notevole che ebbe ad incontrare durante questo periodo fu Marie Stopes, che era entrata a far parte delle conoscenze della Sanger dopo che questa ebbe a parlare del controllo delle nascite durante una riunione societaria del Fabianesimo. Stopes mostrò alla Sanger i propri scritti e richiese i suoi consigli su un capitolo inerente alla contraccezione.

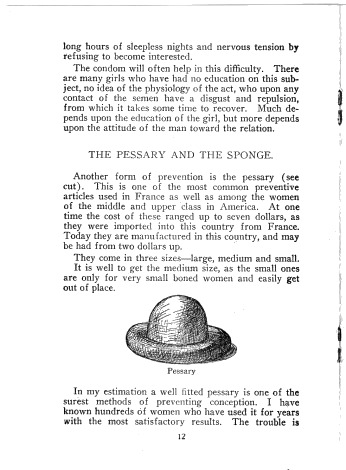
Edizione del Family Limitations del 1917 in cui si spiega l'utilizzo del cappuccio cervicale.

All'inizio del 1915 l'ex-marito William Sanger fece consegnare una copia di Family Limitation al rappresentante politico Anthony Comstock, uno strenuo difensore della moralità vittoriana; come conseguenza l'uomo venne guidicato e condannato a 30 giorni di carcere, attirando però l'interesse dell'opinione pubblica sul tema del controllo delle nascite come una questione di libertà civile. Il secondo marito di Margaret prestò anche il suo aiuto per farlo liberare.
Nel 1928 Slee avrebbe anche fatto contrabbandare tutta una serie di diaframmi a New York facendoli passare attraverso il Canada dentro scatole etichettate come "olio lubrificante". Più tardi divenne il primo produttore legale di diaframmi negli Stati Uniti.

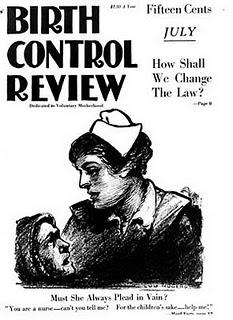
Copertina del Birth Control Review del luglio 1919. La didascalia dice: "Come cambieremo la legge?", "Deve sempre supplicare invano?" Tu sei un'infermiera - me lo puoi dire? Per il bene dei bambini - aiutami! "

### Movimento per il controllo delle nascite
Alcuni paesi dell'Europa settentrionale avevano politiche maggiormente libere nei riguardi della contraccezione rispetto agli Stati Uniti dell'epoca e quando la Sanger visitò una clinica olandese di controllo delle nascite nel 1915 apprese dell'esistenza dei diaframmi e si convinse che essi rappresentassero un buon mezzo di contraccezione, ben più efficaci delle supposte e dei lavaggi vaginali, smettendo da allora di propagandarle negli Stati Uniti. I diaframmi erano generalmente non ancora disponibili in territorio americano, quindi la Sanger e altri cominciarono ad importarli dall'Europa, a dispetto della legge statunitense.
Il 16 ottobre 1916 la Sanger aprì una clinica di pianificazione familiare e di controllo delle nascite al numero 46 di Amboy Street nel quartiere di Brownsville a Brooklyn, la prima del suo genere negli Stati Uniti. Nove giorni dopo l'apertura della clinica la Sanger venne arrestata; la cauzione era fissata a 500 dollari e riuscì a tornare a casa. La Sanger continuò a vedere alcune donne nella clinica fino a quando la polizia non fece irruzione una seconda volta. In quest'occasione la Sanger assieme a sua sorella, l'esponente del femminismo radicale Ethel Byrne, furono arrestate per aver violato una legge statale di New York che vietava la distribuzione di contraccettivi; la Sanger venne inoltre accusata anche di aver prodotto un "disturbo pubblico".
La Sanger ed Ethel vennero chiamate a rispondere in tribunale nel gennaio 1917. Ethel venne giudicata colpevole e ondannata a 30 giorni di lavoro gratuito in una "casa di lavoro" (Workhouse), ma iniziò uno sciopero della fame. Finì con l'essere alimentata con la forza; fu la prima donna ad essere alimentata forzosamente a seguito di uno sciopero della fame negli Stati Uniti. Solo quando la Sanger s'impegnò a nome della sorella che questa non avrebbe mai più violato la legge, gli venne condonata la pena dopo 10 giorni.

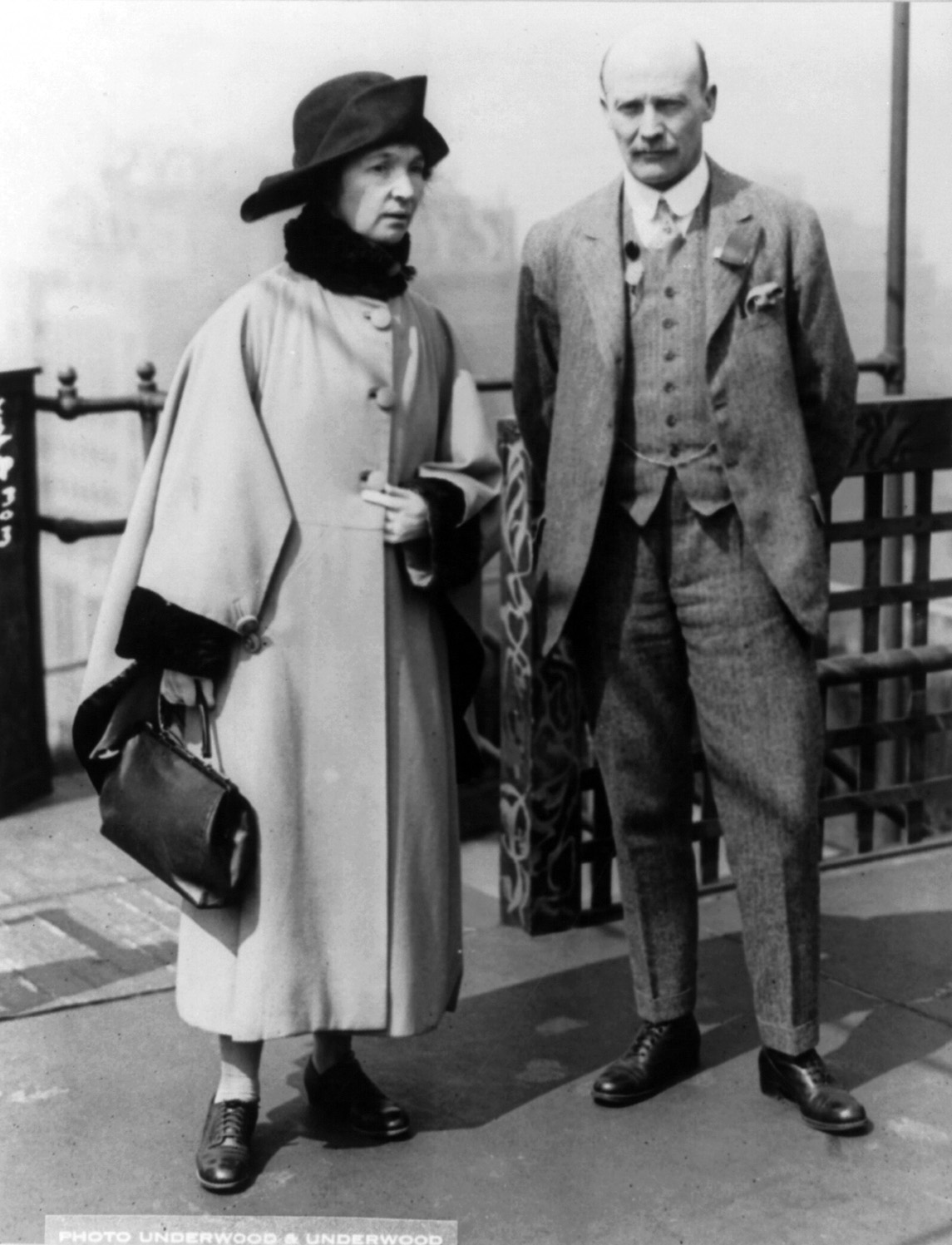
Margaret assieme al dottor Charles Vickery Drysdale.

Anche la Sanger fu condannata: il giudice preposto affermò che le donne non avevano "il diritto di copulare con la sensazione di sicurezza che non vi sarebbe stato un concepimento". Alla Sanger venne offerta una pena più lieve se avesse promesso di non infrangere nuovamente la legge, ma lei rispose: "Non posso rispettare la legge nella forma in cui oggi esiste"; per questo motivo sarà condannata a 30 giorni in una casa di lavoro. Un primo appello venne respinto, ma in un successivo procedimento giudiziario nel 1918 il movimento per il controllo delle nascite ottenne una vittoria quando il magistrato Frederick E. Crane della Corte d'appello di New York emise una sentenza che permetteva ai medici di prescrivere la contraccezione.
La pubblicità che circondò l'arresto, il processo e l'appello della Sanger scatenò l'attivismo sul tema del controllo delle nascite negli Stati Uniti, guadagnandosi il sostegno di numerosi donatori che le forniranno finanziamenti pe supportare le sue future battaglie. Nel febbraio del 1917 iniziò a pubblicare il periodico mensile Birth Control Review.

Margaret assieme alla sorella Ethel Byrne, appena uscite da un tribunale nel 1917.

### Lega americana di controllo delle nascite
Dopo la prima guerra mondiale la Sanger si allontanò dalla politica più radicale e fondò l'" American Birth Control League" (ABCL) nel 1921 per allargare la propria base di sostenitori includendovi il ceto medio. I principi fondanti dell'ABCL erano i seguenti:
- (1) concepiti nell'amore;
- (2) nati dal desiderio consapevole della madre;
- (3) generati solo entro condizioni che rendano possibile il mantenimento della salute. Pertanto, riteniamo che ogni donna debba possedere il potere e la libertà di prevenire la concezione eccetto quando queste condizioni possono essere soddisfatte.»

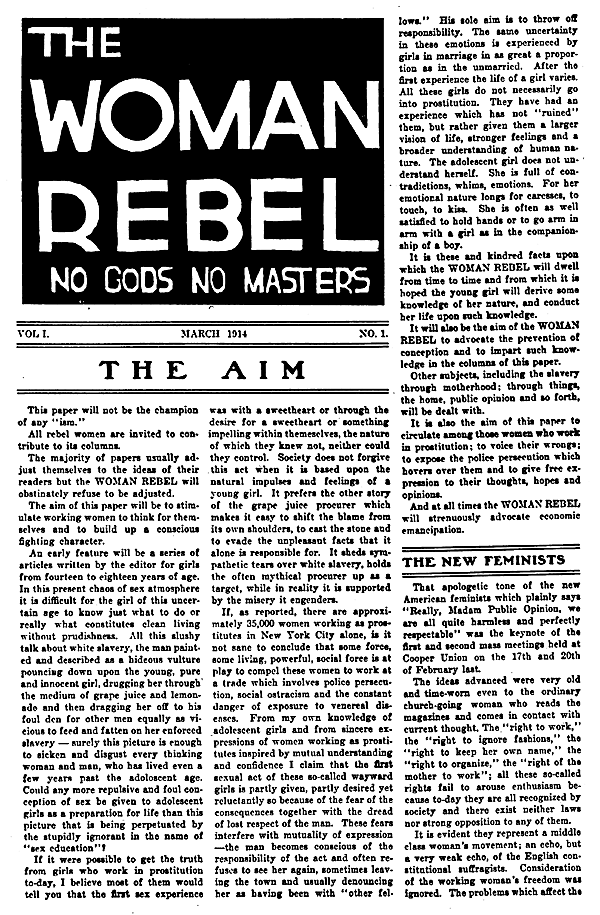
Copertina di The Woman Rebel (1914).

Dopo l'appello della Sanger al tribunale ella ebbe una relativa sicurezza quando la clinica di Brownsville ebbe ad assicurarsi la sentenza del 1918, che esonerava i medici dalla legge che vietava la distribuzione d'informazioni contraccettive alle donne (a condizione che fossero state prescritte per ragioni mediche); nel 1923 istituì la "Clinical Research Bureau" (Ufficio di ricerca clinica - CRB) per sfruttare questa scappatoia. Il CRB fu la prima clinica legale di controllo delle nascite negli Stati Uniti, occupata interamente da medici donne e operatori sociali. La clinica ricevette anche un generoso finanziamento da parte di John Davison Rockefeller Jr. e dalla sua famiglia, che continuò a fare donazioni anonime alle cause intraprese dalla Sanger negli ultimi decenni della sua vita.
Rockefeller donò 5 000 dollari alla sua "American Birth Control League" nel 1924 e una seconda volta l'anno seguente. Nel 1922 la Sanger intraprese un viaggio nella repubblica di Cina, nella penisola coreana e nell'impero giapponese; in Cina osservò che il metodo primario delle pianificazioni familiari era l'infanticidio femminile e a seguito di ciò prese a lavorare con la scrittrice Pearl S. Buck per istituire una clinica di pianificazione familiare a Shanghai. La Sanger visitò il Giappone per ben sei volte lavorando a stretto contatto con la femminista giapponese Shidzue Katō per promuovere il controllo delle nascite. Questa fu un'ironia della sorte in quanto dieci anni prima la Sanger aveva accusato Katō di omicidio e lodò un tentativo fallito di farla assassinare.
Nel 1928 il conflitto scoppiato all'interno della leadership del movimento di controllo delle nascite condusse la Sanger alle dimissioni come presidentessa dall'ABCL e a prendere in alternativa il pieno controllo del CRB, rinominandolo "Birth Control Clinical Research Bureau" (Ufficio di ricerca clinica di controllo delle nascite - BCCRB), segnando così l'inizio di uno scisma che sarebbe durato fino al 1938.
La Sanger investì una gran quantità dei suoi sforzi nell'intento di arrivare a comunicare con il grande pubblico. Dal 1916 in poi prese a fare letture pubbliche (in chiese, club femminili, case private e teatri) rivolte ai lavoratori, ai missionari, ai liberali, ai socialisti, agli scienziati e alle donne della classe superiore. Una volta tenne una serie di conferenze sul controllo delle nascite perfino alle ausiliarie del Ku Klux Klan a Silver Lake in New Jersey.
Scrisse molti libri sull'argomento nel corso degli anni venti i quali ebbero un impatto nazionale nella promozione della causa del controllo delle nascite. Tra il 1920 e il 1926 furono vendute 567 000 copie dei suoi Woman and the New Race e The Pivot of Civilization. Stilò anche due autobiografie progettate per promuovere la causa; la prima intitolata My Fight for Birth Control (La mia battaglia per il controllo delle nascite), pubblicata nel 1931 e la seconda versione maggiormente promozionale intitolata Margaret Sanger: An Autobiography fatta pubblicare nel 1938.
Nel corso di tutti gli anni venti la Sanger ricevette centinaia di migliaia di lettere, molte delle quali scritte in stato di disperazione da parte di donne che chiedevano informazioni su come prevenire gravidanze indesiderate. Cinquecento di queste lettere furono collazionate nel suo libro del 1928 Motherhood in Bondage.

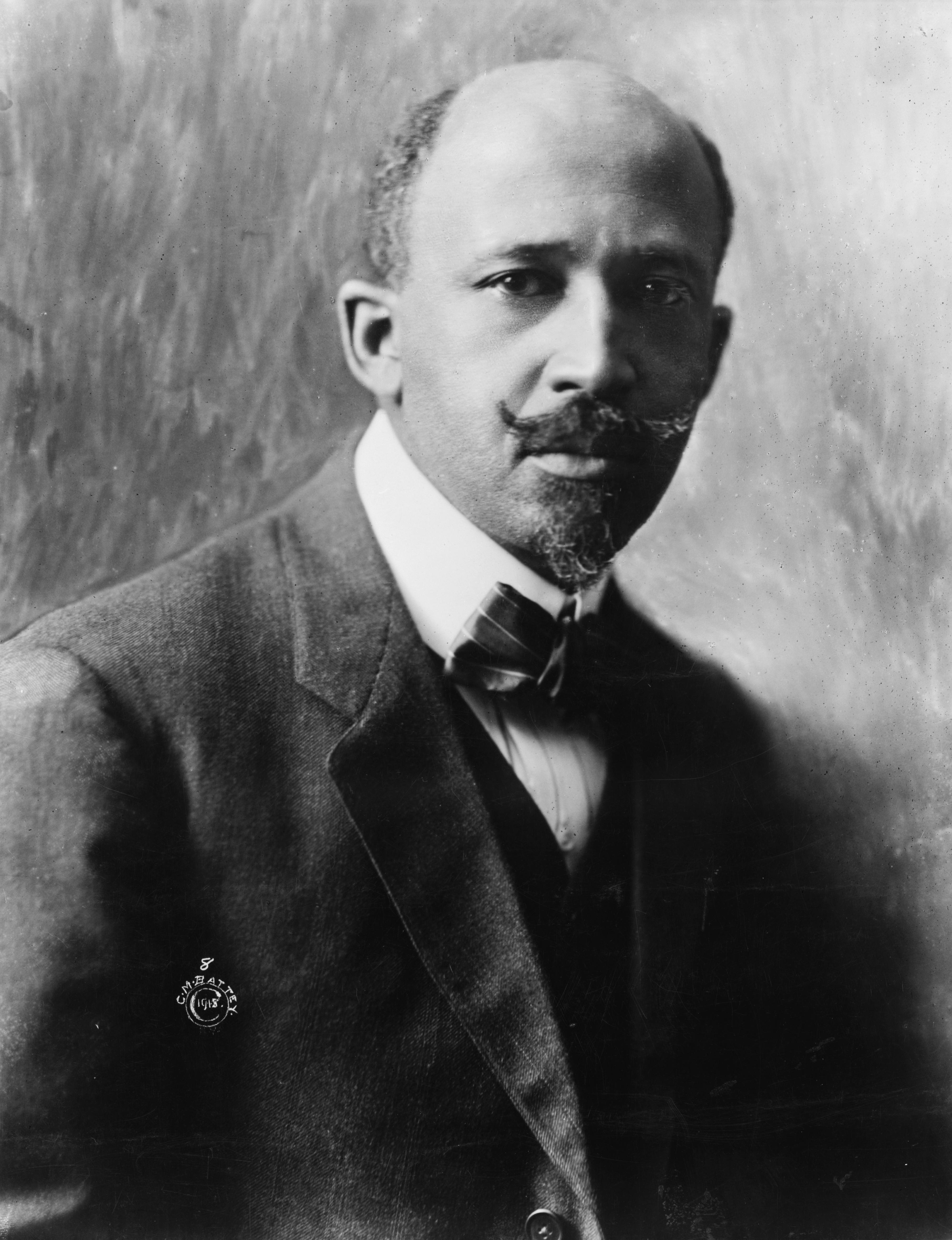
William Edward Burghardt Du Bois aiutò la Sanger nell'apertura di una clinica contraccettiva ad Harlem.

### Lavoro con la comunità afroamericana
La Sanger lavorò anche con dirigenti di spicco della comunità degli afroamericani, per lo più professionisti, che intravidero la necessità di un controllo delle nascite all'interno della loro comunità. Nel 1929 James H. Hubert, un assistente sociale nero e capo della federazione newyorkese della National Urban League, chiese alla Sanger di aprire una clinica ad Harlem, la Sanger ottenne un finanziamento dal "fondo Julius Rosenwald" ed aprì la clinica, dotata di medici neri, nel 1930.
La clinica venne diretta da un consiglio di 15 membri costituito da medici neri, infermieri, clero, giornalisti e operatori sociali; fu inoltre pubblicizzata nella stampa afroamericana e nelle chiese frequentate da neri, ricevendone l'approvazione da parte di William Edward Burghardt Du Bois, co-fondatore della National Association for the Advancement of Colored People («Associazione nazionale per la promozione delle persone di colore») e dell'editore della su rivista The Crisis.
La Sanger però non tollerò il fanatismo e il bigottismo presente tra il suo staff e non accettò alcun rifiuto di lavorare all'interno di progetti interrazziali. Il lavoro svolto dalla Sanger tra le minoranze etniche si guadagnò anche la lode di Martin Luther King, nel suo discorso di accettazione del 1966 del "Margaret Sanger Awards".
Dal 1939 al 1942 la Sanger fu delegata onoraria della "Birth Control Federation of America", che includeva un ruolo di supervisione, accanto a Mary Lasker e Clarence Gamble nel "Negro Project", uno sforzo per fornire un'accettabile controllo delle nascite ai neri più poveri. La Sanger, nonostante le obiezioni di altre autorità di vigilanza, voleva che il progetto assumesse i ministri religiosi neri in un ruolo di leadership. Per sottolineare i vantaggi che sarebbero venuti dall'assunzione dei leader della comunità nera (facendoli agire come portavoce), scrisse a Gamble: "Dobbiamo assumere tre o quattro ministri di colore, preferibilmente con un background nei servizi sociali e con personalità spiccate. Attraverso un appello religioso. Non vogliamo che esca la voce che vogliamo sterminare la popolazione negra e il ministro è l'unico uomo che può raddrizzarne l'idea se questa si verifica in uno dei membri più ribelli".
Il "Margaret Sanger Papers Project" dell'università di New York afferma che sebbene la lettera avrebbe dovuto evitare l'idea sbagliata che il "Negro Project" fosse una campagna razzista, i teorici della cospirazione tentarono fraudolentemente di sfruttare la situazione "come prova che questo portasse ad uno sforzo calcolato contro gli afroamericani e volto a ridurre la popolazione nera".

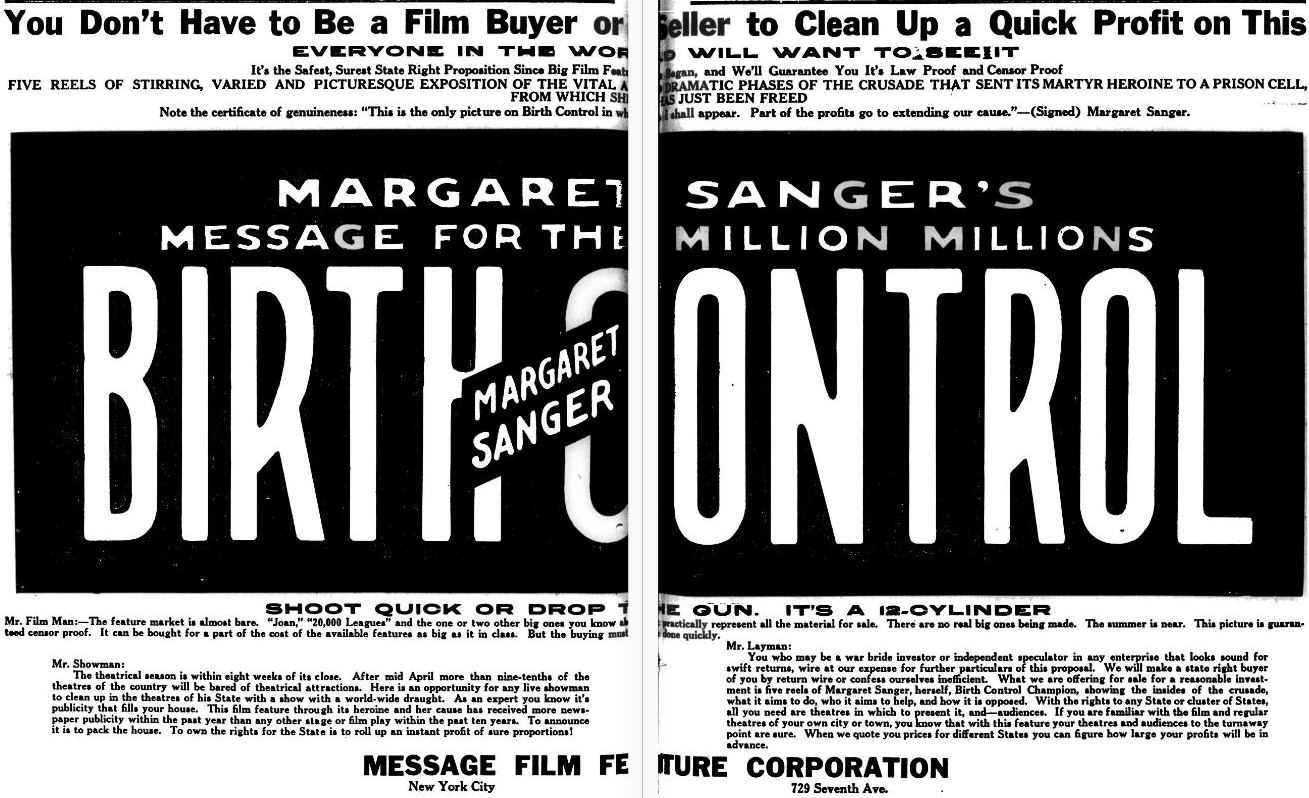
Testata di Birth Control (1917).

### L'epoca di Planned Parenthood
Nel 1929 la Sanger formò il "National Committee on Federal Legislation for Birth Control" (comitato nazionale sulla legislazione federale per il controllo delle nascite) per attirare l'attenzione dei legislatori e far rovesciare le restrizioni ancora vigenti sulla contraccezione. Quest'impegno non riuscì a raggiungere il successo sperato, quindi la Sanger fece ordinare una partita di diaframmi dal Giappone nel 1932, per provocare una battagli decisiva nei tribunali. I diaframmi vennero tutti fatti confiscare dal governo federale e la sfida legale della Sanger portò ad una decisione del 1936 (in "United States v. One Package of Japanese Pessaries") che annullava un'importante disposizione delle "Comstock laws" che vietava ai medici di procurarsi contraccettivi. Questa vittoria legale motivò l'American Medical Association nel 1937 ad adottare la contraccezione come un normale servizio medico e una componente fondamentale dei curriculari delle scuole di medicina.
Questa vittoria sulla controversia del 1936 rappresentò il culmine dell'impegno attivo nei riguardi del controllo delle nascite della Sanger dandogli l'opportunità, alla fine degli anni cinquanta, di trasferirsi a Tucson con l'intenzione di svolgere un ruolo meno critico nei confronti del movimento. Nonostante le sue originali intenzioni rimase ancora attiva all'interno del movimento ancora per tutti gli anni 50.
Nel 1937 la Sanger divenne presidentessa del nuovo "Birth Control Council of America" tentando di portare a risoluzione lo scisma intercorso tra l'ABCL e il BCCRB. I suoi sforzi portarono al successo sperato e le due organizzazioni si fusero nel 1939 come "Birth Control Federation of America". Anche se la Sanger continuò a svolgere il ruolo di presidente, non ebbe più lo stesso potere che aveva durante i primi anni del movimento, fino a quando nel 1942 forze più conservatrici all'interno dell'organizzazione ne fecero cambiare il nome in "Planned Parenthood Federation of America", un nome a cui la Sanger si oppose perché considerava troppo eufemistico.
Nel 1948 la Sanger aiutò a fondare il "Comitato Internazionale" di Planned Parenthood, che si è evoluta nel 1952 nell'" International Planned Parenthood Federation", diventando ben presto la più grande organizzazione internazionale non governativa per la salute pubblica, la pianificazione familiare e il controllo delle nascite. La Sanger fu letta come prima presidente dell'organizzazione e continuò a servire in quel ruolo fino a quando non ebbe compiuto ottant'anni. Nei primi anni cinquanta la Sanger incoraggiò la filantropa Katharine McCormick a finanziare il biologo Gregory Goodwin Pincus nel suo tentativo di sviluppare la prima pillola anticoncezionale la quale venne inine venduta inizialmente sotto il nome di Enovid.

### Morte
Margaret Sanger morì a causa di un'insufficienza cardiaca congestizia nel 1966 a Tucson in Arizona all'età di 86 anni, circa un anno dopo il caso giunto all'attenzione della Corte suprema degli Stati Uniti d'America "Griswold v. Connecticut", che legalizzò il controllo delle nascite negli Stati Uniti. La Sanger è sepolta a Fishkill (New York) accanto alla sorella Nan Higgins e al secondo marito Noah Slee. Uno dei suoi fratelli sopravvissuti fu uno dei giocatori di football americano del College Football Hall of Fame nonché l'allenatore di Bob Higgins alla Pennsylvania State University.

## Relazioni

### Matrimoni

#### William Sanger
William Sanger, nato a Berlino nel 1873, era il figlio della figlia di un sindaco tedesco e di un ricco allevatore di pecore australiano nel 1873. Scelse la professione di architetto e studiò assieme a Margaret medicina; progettò anche la casa ha in cui andarono a vivere. Nel mese di agosto 1902 i due si sposarono ed ebbero tre figli. Il 16 ottobre 1913 la famiglia viaggiò a Glasgow e a Parigi, dove rimasero un paio di settimane. Il 24 dicembre 1913 Margaret prese i suoi figli con sé e lasciò William solo nella capitale francese. Seguirono numerose lettere dirette da William a lei - geloso delle sue attività - in cui gli fece specifiche accuse. Nel dicembre 1914 gli chiese per la prima volta il divorzio, che diventò definitivo solo il 14 ottobre 1921.

#### James H. Noah Slee
Il suo secondo marito, il magnate del petrolio James Noah Slee Henry, era nato nel 1861 in Sudafrica. Aveva fatto una fortuna come fondatore e presidente della compagnia petrolifera "Three-in-One". Dopo aver incontrato Margaret nella primavera del 1921 ad una cena, lui la cominciò ad accompagnare nei suoi viaggi. Nel mese di agosto 1922 divorziò dalla prima moglie e il 18 settembre 1922 Margaret lo sposò con una cerimonia svoltasi a Londra. Il matrimonio è stato inizialmente tenuto segreto; anche gli amici più vicini lo vennero a saper soltanto qualche mese più tardi. Tra di essi si congratulò anche il giornalista Hugh de Selincourt, con il quale lei ebbe una relazione, secondo le ipotesi, solo due mesi dopo il matrimonio.
Nel febbraio 1924, quasi 18 mesi dopo il matrimonio, finalmente si presentarono in pubblico e la stampa titolò: Millionaire married Mrs. Sanger after world-wide chase (un milionario ha sposato la signora Sanger dopo inseguimento in tutto il mondo) e Birth control advocate was secret bride (l'avvocatessa del controllo delle nascite avvocato si sposa segretamente) (dt "Millionaire ha sposato la signora Sanger dopo una caccia in tutto il mondo"); questi furono solo due dei tanti titoli dei tabloid. Il matrimonio è durato per 21 anni, fino alla morte del marito avvenuta nel 1943, nonostante le molte e lunghe assenze di Margaret a causa dei suoi numerosi viaggi.
Poco dopo la morte di Slees Margaret contrasse nuovamente matrimonio con un pittore di 20 anni più giovane, Hobson Pittmann (1899-1972).

### Altre relazioni interpersonali

#### John Rompapas
Nell'estate del 1913 Margaret aveva una relazione con l'anarchico greco John Rompapas, che era il proprietario di Rabelais Press. Questa casa editrice radicale pubblicò anche i libri di Margaret What Every Mother Should Know  (Ciò che ogni mamma dovrebbe sapere) e What Every Girl Should Know (cosa ogni ragazza dovrebbe sapere). Dalle lettere giunteci tra i due sembra che avessero intenzione di sposarsi; ma, in ultima analisi, tuttavia questo matrimonio non si materializzò mai; i due continuarono ancora a scriversi fino al 1915 lettere d'amore. Anche William Sanger era a conoscenza della vicenda e la utilizzò spesso nelle sue lettere d'accusa.

#### Havelock Hellis
Margaret incontrò Havelock Ellis per la prima volta in occasione del Natale del 1914, quando viveva in esilio. Velocemente entrarono in stretti rapporti. Nel corso dei successivi 25 anni mantennero una vivace corrispondenza. Lei lo ammirava moltissimo (chiamandolo "Olimpico" e "Re") e lo sostenne finanziariamente dopo il suo secondo matrimonio.
Pochi giorni dopo la sua morte, partecipò il 17 luglio 1939 ad una trasmissione radiofonica con la presentatrice Dorothy Gordon dedicata alla sua memoria, in cui espresse molto apertamente la sua ammirazione per lui. Poche settimane più tardi subì un'amara delusione tramite l'autobiografia in cui egli trattava la sua amicizia solo come un fatto accessoriale. Da allora in poi non ebbe più un culto eroico nei suoi confronti e smise di difenderlo in pubblico. 

#### H. G. Wells
H. G. Wells aveva firmato una petizione per Woodrow Wilson nel 1916 in cui protestava contro il trattamento inferto dalla giustizia nei confronti della Sanger. Il primo incontro ha avuto luogo solo nel 1920 quando Margaret con alcuni amici visitò la tenuta di campagna di Wells in Essex. Nella sua autobiografia Margaret confessò di essere rimasta estremamente colpita da questo primo incontro.
Il risultato furono visite regolari e lettere frequenti continuate fino alla morte di lui avvenuta nel 1946 erano. Nel 1922 fece pubblicare il romanzo di Wells The Secret Places of the Heart (Camere segrete del cuore), il cui carattere autobiografico venne solo leggermente velato [13] Egli scrisse anche la prefazione per il libro di Margaret, The Pivot of Civilization (Il perno della Civiltà).
Nel 1930 la loro relazione si cominciò a stemperare, i contatti letterari si fecero più rari e per lo più riguardanti argomenti professionali. Dopo un nuovo incontro avvenuto nel 1937 le lettere si fecero nuovamente più frequenti. I temi principali furono la guerra imminente contro la Germania nazista e la Chiesa cattolica romana.
Con il consenso della moglie, Wells ebbe relazioni extraconiugali con diverse donne, tra cui Margaret e la scrittrice Elizabeth von Arnim..

#### Eleanor Roosevelt
Eleanor Roosevelt: entro il 1920 Eleanor Roosevelt fu una sostenitrice del controllo delle nascite. Nel 1928 Roosevelt entrò nel consiglio direttivo, co-fondato da Margaret, dell'American Birth Control League. Anche se raramente partecipò attivamente, il suo nome diede all'organizzazione una maggior patina di rispettabilità. Quando il marito Franklin Delano Roosevelt nel 1934 divenne Presidente degli Stati Uniti d'America il suo governo non sostenne più il controllo delle nascite, come parte del New Deal.
Eleanor iniziò a mantenere un basso profilo a questo proposito; purtuttavia ricevette numerose critiche per il suo precedente ed aperto sostegno da parte cattolica (attraverso il cardinale Francis Joseph Spellman). Dal 1940 più volte si svolsero incontri privati tra la First Lady e Margaret, sia alla Casa Bianca sia nella casa di Roosevelt in Hyde Park.

#### Mahatma Gandhi
Mahatma Gandhi: tra il 1935 e il 1936 Margaret fece un tour di nove settimane attraverso l'impero anglo-indiano. In anticipo aveva scritto a Gandhi il quale la invitò poi a casa sua, dove trascorse due giorni; durante una discussione, avvenuta il 3 dicembre 1935, cercò di convincerlo alla sua causa. Anche se egli dichiarò di essere vincolato nel prendere in considerazione il supporto per il metodo del ciclo mestruale, respinse l'idea di controllo delle nascite attraverso la contraccezione in quanto sembrava che portasse al rapporto sessuale esclusivamente come lussuria e quindi immorale. Egli sostenne invece l'astinenza.

#### Julian Huxley
Julian Huxley conobbe Margaret nel 1927, da sempre in lotta contro la Chiesa riguardo ai parti non voluti e al fardello delle famiglie numerose, e iniziò ad interessarsi all'argomento.

## Pensiero

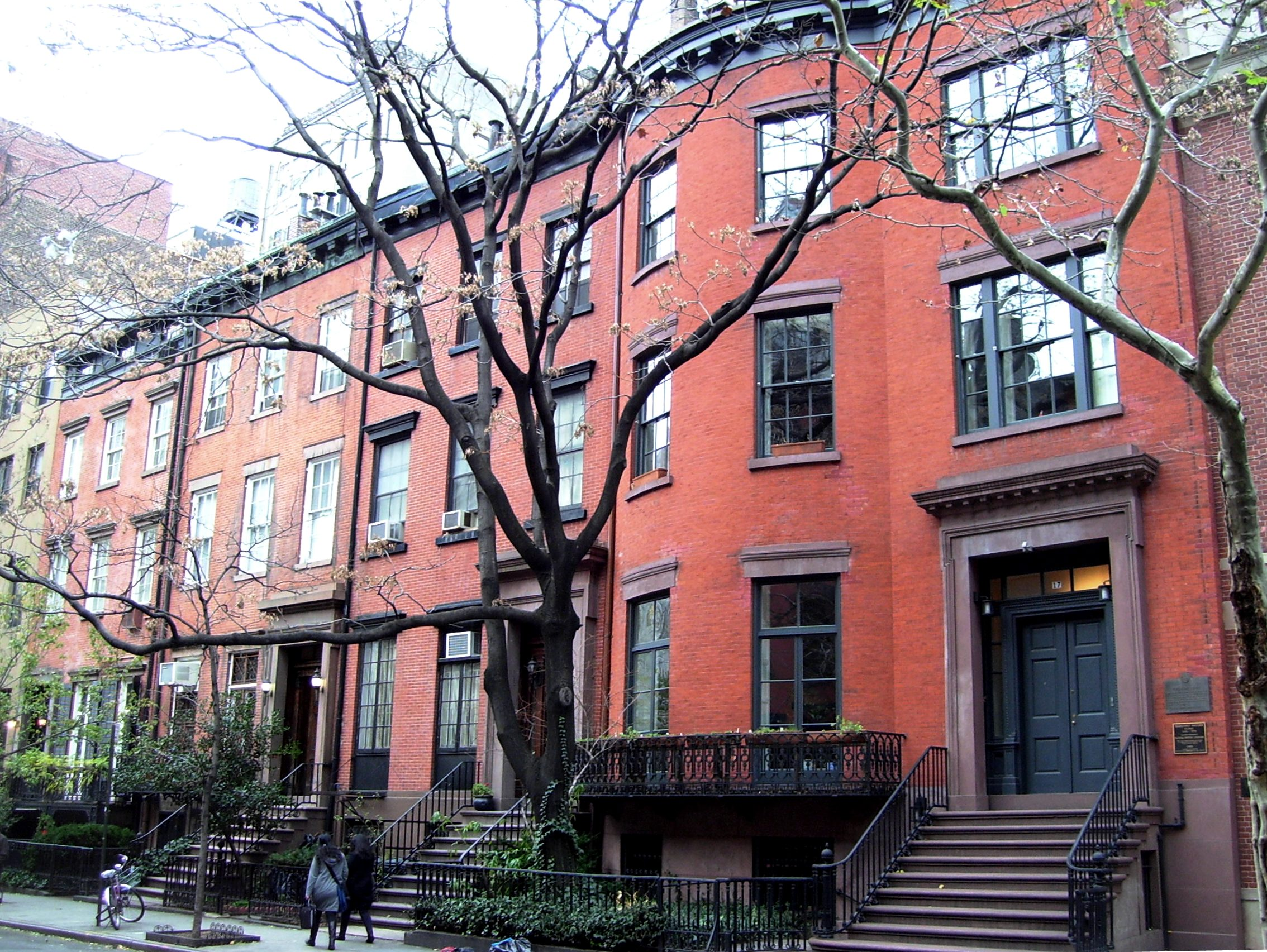
Facciata d'ingresso della Sanger Clinic a Manhattan (New York).

### Sessualità
Mentre ricercava informazioni sulla contraccezione la Sanger leggeva anche i trattati sulla sessualità, inclusi gli Studies in the psychology of sex dello
psichiatra inglese Havelock Ellis, rimanendone fortemente influenzata. Mentre viaggiò in Europa nel 1914 Sanger riuscì ad incontrarsi con Ellis; influenzata dalle sue teorie adottò una visione della sessualità come potenza liberatrice. Questa prospettiva le offrì poi un'altra argomentazione a favore del controllo delle nascite, in quanto consentirebbe alle donne di godere pienamente delle relazioni sessuali senza dover costantemente avere il timore di una gravidanza indesiderata. La Sanger credette anche che la sessualità, insieme al controllo delle nascite, dovesse essere un argomento da discutere con più candore e meno ipocrisia.
La Sanger si oppose però all'eccessiva indulgenza sessuale; ebbe difatti a scrivere che "ogni uomo e donna normali hanno il potere di controllare e dirigere il proprio impulso sessuale. Gli uomini e le donne che lo tengono sotto controllo e utilizzano costantemente le cellule cerebrali pensando profondamente, non sono mai sensuali". Era profondamente convinta inoltre che il controllo delle nascite avrebbe elevato le donne lontano da una posizione di semplici oggetti di lussuria, ma anzi che avrebbe elevato il sesso lontano dal puro scopo del soddisfacimento immediato, dicendo che il controllo delle nascite "nega il fatto che il sesso dovrebbe essere ridotto alla posizione della sensazione di lussuria, o che la donna dovrebbe permettere di essere il semplice strumento della sua soddisfazione".
La Sanger scrisse poi che la masturbazione era pericolosa; dichiarò: "Nella mia esperienza personale come infermiera addestrata mentre frequentavo persone afflitte da varie e spesso contagiose malattie, non importa quali che fossero i loro disturbi, non ho mai trovato nessuno così repulsivo come il masturbatore cronico. Non sarebbe difficile riempire la pagina delle confessioni più ardenti fatte da ragazze, le cui vite sono state colpite da questa perniciosa abitudine, sempre iniziata così innocentemente".
Credeva anche che le donne avessero la capacità di controllare i propri impulsi sessuali e che avrebbero dovuto utilizzare quel controllo per evitare il coito al di fuori dei rapporti contrassegnati da "fiducia e rispetto". Credeva che l'esercizio di un tale controllo avrebbe condotto alla "passione più forte e più sacra".
Inoltre la Sanger non si oppose mai all'omosessualità ed ebbe anzi parole di elogio verso Ellis per aver chiarito
La Sanger riteneva che le questioni inerenti alla sessualità dovessero essere discusse con un maggior candore e lodò Ellis per i suoi sforzi compiuti in questa direzione; accusò invece il cristianesimo per aver contribuito in maniera massiccia alla soppressione di tale discussione.

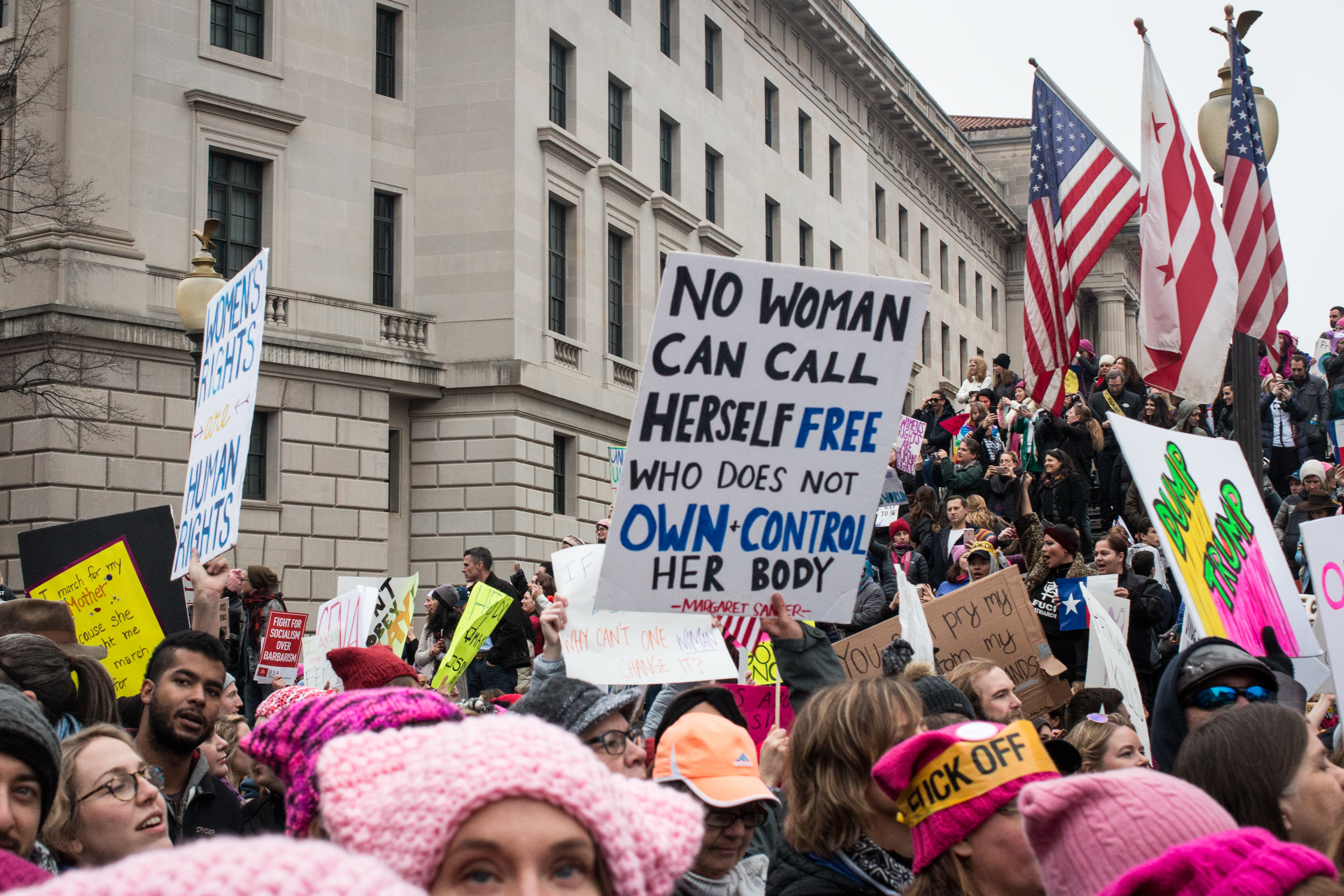
Donne in marcia a Washington a favore del controllo delle nascite.

#### Prevenzione
Molti consigli e opinioni espresse dalla Sanger erano basati sullo stato in cui si trovava allora la scienza. Ad esempio ebbe a consigliare nel 1917 limitazioni sessuali familiari pur mantenendo un calendario mestruale, ma non per determinare i giorni fertili o meno, ma esclusivamente in preparazione per le mestruazioni.
(- Margaret Sanger in Family Limitations (capitolo 5).)
Anche se vengono compresi nello stesso capitolo alcuni pregiudizi (ad esempio le donne che si trovano sul lato sinistro durante il rapporto sessuale non potrebbero essere fecondate), si trovò anche a consigliare il coito interrotto come metodo assolutamente sicuro di contraccezione, che non dovrebbe essere così pericoloso per l'uomo come ipotizzato.
(- Margaret Sanger in Family Limitations (capitolo 10).)
Nel 1951 incontrò il biologo Gregory Pincus e sostenuto i suoi sforzi per sviluppare la pillola anticoncezionale con ingenti somme prelevate dalla American Birth Control League.

#### Aborto
Nel corso del suo lavoro come infermiera la Sanger si era spesso confrontata con le conseguenze di aborti auto-indotti. La sua riluttanza derivava principalmente dalla preoccupazione per la vita delle madri e meno per i bambini non ancora nati. Per lei erano solo un peso e una responsabilità scaricata sulle spalle delle donne.
(- Margaret Sanger in An Autobiography, pag. 217.)
La contraccezione ordinaria era per lei l'unico modo per abolire definitivamente l'aborto clandestino; pertanto in Family Limitations descrive numerosi metodi di prevenzione, sia durante il rapporto sessuale sia dopo.
(- Margaret Sanger in  Family Limitations, pag. 5 (1916))
L'aborto non fu mai legale nel corso della sua vita.

### Libertà di parola
La Sanger si oppose sempre ad ogni tipo di censura lungo tutto il corso della sua carriera; crebbe in una casa in cui era stato grandemente ammirato l'oratore fautore dell'agnosticismo Robert Ingersoll. Durante i primi anni del suo attivismo la Sanger vide il tema del controllo delle nascite principalmente come una questione di libertà di parola piuttosto che come una questione inerente al femminismo e quando iniziò a pubblicare The Woman Rebel nel 1914 lo fece con l'obiettivo esplicito di provocare una sfida legale contro le "Comstock laws" che vietavano la diffusione di informazioni sulla contraccezione.
A New York Emma Goldman introdusse la Sanger ai membri della "Free Speech League" come Edward Bliss Foote e Theodore Schroeder e successivamente la Lega offrì finanziamenti e consigli per aiutare la Sanger nelle sue battaglie legali.
Nel corso della sua carriera la Sanger venne arrestata almeno otto volte semplicemente per aver voluto esprimere apertamente le sue idee durante un'epoca in cui parlare pubblicamente di contraccettivi era illegale. Numerose volte, nel corso degli anni, i funzionari governativi locali impedirono alla Sanger di parlare facendo chiudere le sue associazioni o minacciando i suoi ospiti.
A Boston nel 1929 i funzionari cittadini sotto la guida di James Curley minacciarono di arrestarla se solo avesse provato a parlare; come risposta ella rimase sul palco, in silenzio, con un bavaglio sulla bocca, mentre il suo discorso venne letto al suo posto da Arthur Schlesinger Sr..

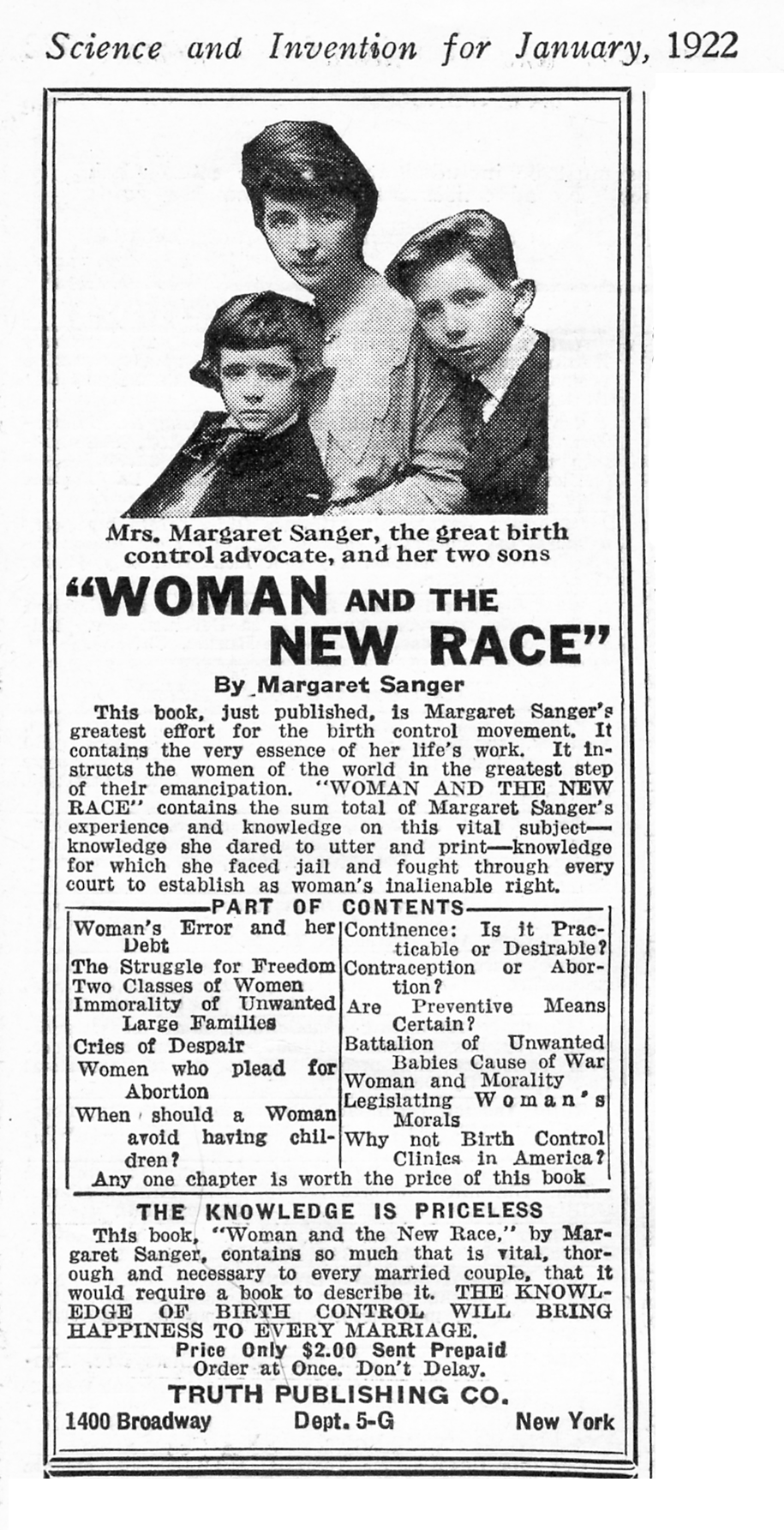
Copertina di Woman And The New Race del 1922.

### Eugenetica
Dopo la prima guerra mondiale la Sanger si appellò sempre più alla necessità per la società di limitare le nascite da parte di coloro che erano meno in grado di offrire un'esistenza dignitosa ai propri figli. I più ricchi ed istruiti già limitavano le nascite, mentre ai poveri e agli ignoranti mancava l'accesso alla contraccezione e alle corrette informazioni nei riguardi del controllo delle nascite. Qui si trovò in un'area di sovrapposizione con i fautori dell'eugenetica; si credette che entrambi avessero cercato di "aiutare la corsa verso l'eliminazione degli inadatti".
La Sanger si differenziò però per il fatto che "gli eugenisti implicano o insistono sul fatto che il primo dovere di una donna è nei confronti dello Stato, noi affermiamo invece che il suo dovere è verso se stessa". La Sanger fu una proponente dell'eugenetica cosiddetta negativa, che mirava a migliorare i tratti ereditari dell'essere umano attraverso l'intervento sociale riducendo la riproduzione di coloro che fossero stati ritenuti come inadatti.
Il punto di vista della Sanger nei confronti del tema dell'eugenetica venne influenzato da Havelock Ellis e da altri eugenetici britannici che ritenevano che i tratti acquisiti dall'ambiente sarebbero stati ereditati dalla loro progenie. Conseguentemente rifiutò con decisione l'idea della razza o dell'etnia come fattori determinanti; sottolineò invece la limitazione del numero di nascite per poter riuscire a vivere secondo la propria capacità economica, permettendo in tal modo di sostenere e allevare bambini sani. Ciò avrebbe portato ad un miglioramento della società e dell'intera razza umana.
Le sue opinioni al riguardo la misero in contrasto con i principali eugenetici statunitensi, come Charles Davenport, che prese la via di una visione razzista dei tratti ereditati; ella rifiuto sempre il suo approccio.
In The Morality of Birth Control, un discorso del 1921, divise la società in tre gruppi: la classe "educata e informata" che regolava le dimensioni delle loro famiglie, gli "intelligenti e responsabili" che desideravano controllare le loro famiglie malgrado gli mancassero i mezzi o le conoscenze e le "persone irresponsabili e sconsiderate" i cui scrupoli religiosi "impediscono loro di esercitare il controllo sul loro numero". La Sanger conclude: "non c'è dubbio nelle menti di tutte le persone pensanti che la procreazione di quest'ultimo gruppo debba essere fermata".
Le politiche eugenetiche della Sanger comprendevano una politica d'immigrazione esclusiva, un libero accesso ai mezzi di controllo delle nascite e un'autonomia completa di pianificazione familiare per i sani psichicamente, mentre la sterilizzazione forzata per quelli più "profondamente ritardati". La Sanger scrisse: "noi non crediamo che la comunità possa o debba inviare alla camera della morte le progenie difettose che derivano da un allevamento irresponsabile e non intelligente".
Nella corrispondenza personale espresse tutta la sua amarezza e tristezza osservando il programma aggressivo e letale dell'eugenetica nazista ed inviò il proprio contributo al "Consiglio statunitense contro i temi propagandistici del nazionalsocialismo". Infine la Sanger ritenne sempre che la responsabilità per il controllo delle nascite dovesse rimanere ai genitori individuali più capaci socialmente e che la maternità autodidatta fosse l'unico fondamento inequivocabile per il miglioramento razziale.

### Politica
La Sanger nel corso della sua battaglia per la legalizzazione del controllo delle nascite non ebbe incontri e relazioni solo a livello intellettuale, ma anche in quello politico. Rimase sempre in conflitto con le leggi vigenti e, sia lei che il suo primo marito vennero più volte arrestato e incarcerati. Lei sembrava sapere che molto presto il parere generale si sarebbe evoluto.
(- Margaret Sanger in Pivot of Civilization (capitolo 1).)
Nel corso del tempo ebbe modo di comprendere appieno il lato oscuro della politica, pertanto la sua opinione sui politici in generale era di profonda disillusione.

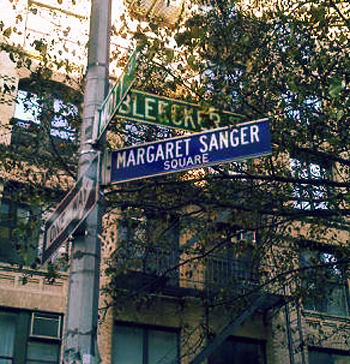
"Margaret Sarger Square" a NoHo (New York).

(- Margaret Sanger in Pivot of Civilization (capitolo 1).)

## Cultura di massa
La storia della vita della Sanger è stata oggetto di diverse biografie, tra cui una pubblicata nel 1970 dallo storico David Kennedy, ed è stata anche soggetto di diversi film, tra cui Choices of the Heart: The Margaret Sanger Story (Scelte del cuore: La storia di Margaret Sanger). Nel 2013, il fumettista statunitense Peter Bagge ha pubblicato Woman Rebel, una biografia grafica di tutta la vita della Sanger nella sua interezza che ha ricevuto un grande successo critico.
Le opere della Sanger sono curate da due università: il dipartimento di storia dell'Università di New York che mantiene il Margaret Sanger Papers Project e la Sophia Smith Collection dello Smith College che mantiene la collezione Margaret Sanger Papers.
L'opera della Sanger è stata anche riconosciuta tramite diverse fondazioni e onorificenze. Nel 1957 l'American Humanist Association nominò il suo umanista dell'anno. Le autorità governative e le altre istituzioni hanno ricordato la Sanger dedicandogli diversi luoghi e vie a suo nome, tra cui un edificio residenziale sul campus della Stony Brook University, una stanza in una sala della "Wellesley College's library", e "Margaret Sanger Square" nella zona di NoHo a Manhattan.
Nel 1993 la "Margaret Sanger Clinic", dove ha fornito i suoi servizi di controllo delle nascite a New York per tutta la prima metà del Novecento, è stata designata come National Historic Landmark dal National Park Service. Nel 1966 la Planned Parenthood ha iniziato annualmente a celebrare i propri "Margaret Sanger Awards" per onorare "individui di distinzione riconoscendone l'eccellenza e la leadership nel promuovere la salute femminile e i diritti riproduttivi".
L'opera The Dinner Party presenta un ambiente dedicato alla Sanger. Il suo discorso intitolato Children's Era ("Era dei bambini") e pronunciato nel 1925 è elencato all'81ª posizione nella Top dei 100 maggiori discorsi e proclami del XX Secolo. Si può anche trovare un suo busto nella National Portrait Gallery, che è stato donato dalla filantropa e politica Cordelia Scaife May. Fu infine candidata per il Premio Nobel per la Pace.
La Sanger fu anche di ispirazione per il personaggio dei fumetti Wonder Woman creato da William Moulton Marston nel 1941. Marston fu influenzato da un precoce pensiero femminista durante i suoi anni di università e poi formò una relazione romantica con la nipote della Sanger, Olive Byrne. Secondo la storica statunitense Jill Lepore, alcune delle strisce della storia di Wonder Woman erano almeno in parte ispirate dalla Sanger, come ad esempio il coinvolgimento del personaggio con diversi scioperi e proteste da parte dei lavoratori.
A causa della sua connessione con la "Planned Parenthood", molti che si oppongono all'aborto condannano spesso la Sanger criticando le sue idee sul controllo delle nascite e sull'eugenetica. A dispetto di tali controversie, la Sanger continua a essere considerata come una pioniera di spicco nel movimento dei diritti riproduttivi statunitense e nel movimento dei diritti delle donne.

### Revisione critica
Margaret Sanger era ed è una figura controversa, soprattutto negli Stati Uniti. Da un lato, è stata salutata come un leader del movimento per il controllo delle nascite e stilizzata come un'icona. Il Time l'ha proclamata una delle cento persone più importanti del XX secolo e Martin Luther King ha paragonato la sua opera alla propria lotta in un suo discorso.
È entrata anche nelle arti visive del XX secolo. L'artista femminista Judy Chicago gli ha dedicato nell'installazione artistica intitolata The Dinner Party uno dei 39 coperti a tavola.
D'altra parte alcuni attivisti per i diritti civili come Angela Davis che ebbe a dichiarare che la Sanger mirasse invero ad una riduzione della presenza nera nella popolazione statunitense col fine di dimostrare le sue dubbie idee sul controllo della popolazione e l'eugenetica.
La Sanger è criticata nonostante la sua avversione nei confronti dell'aborto anche dagli antiabortisti; dall'altra parte i promotori del diritto di aborto spesso attaccano gli avversari estrapolando dal contesto citazioni della Sanger.
Esistono poi dei fotomontaggi diffusi su Internet che mostrano, per esempio, la Sanger circondata da esponenti del Ku Klux Klan e partecipante alle loro manifestazioni.

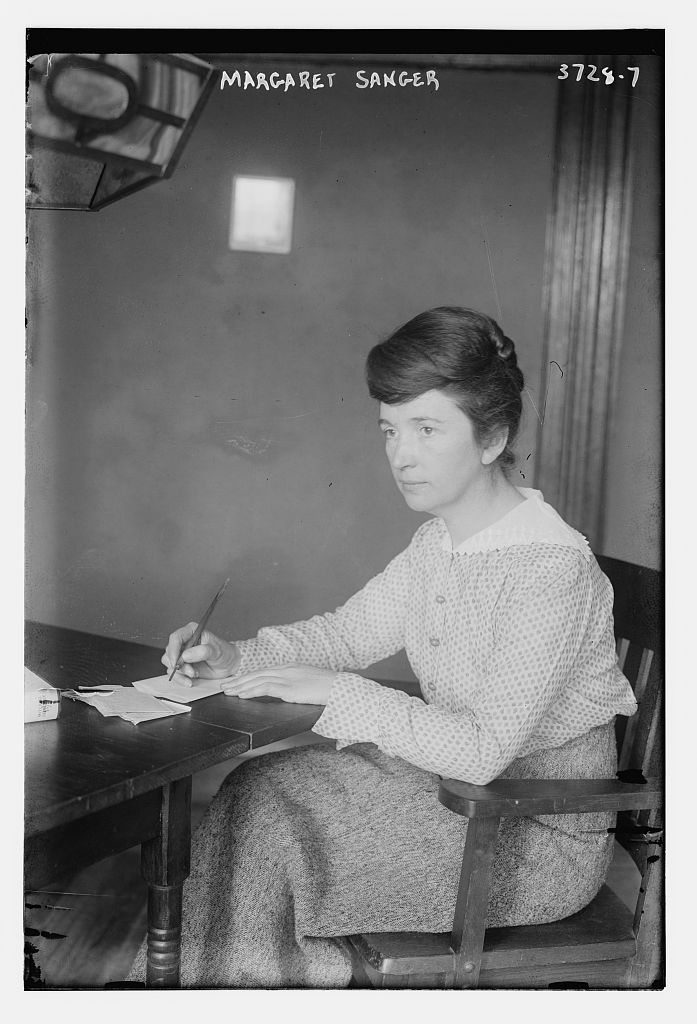
Al tavolino di lavoro nel 1917.

## Opere
Libri e pamphlets
- What Every Mother Should Know – Pubblicato originariamente nel 1911 o 1912, basato su una serie di articoli che la Sanger pubblicò nel 1911 sul New York Call, e a loro volta basati su una serie di conferenze che la Sanger tenne per donne del partito socialista tra il 1910 e il 1911.[170] Diverse edizioni pubblicate negli anni venti da Max N. Maisel and Sincere Publishing, con il titolo What Every Mother Should Know, or how six little children were taught the truth ... Online Archiviato il 2 settembre 2022 in Internet Archive. (edizione del 1921, Michigan State University)
- Family Limitation – Pamphlet di 16 pagine pubblicato originariamente nel 1914; diverse altre edizioni successive. Online Archiviato il 2 settembre 2022 in Internet Archive. (1917, 6th edition, Michigan State University); Online Archiviato l'8 dicembre 2015 in Internet Archive. (edizione inglese del 1920, Bakunin Press, revisionata dall'autore dalla non edizione statunitense);
- What Every Girl Should Know – Pubblicato originariamente nel 1916 da Max N. Maisel; 91 pages; diverse altre edizioni successive. Online Archiviato il 2 settembre 2022 in Internet Archive. (1920 edition); Online Archiviato il 2 settembre 2022 in Internet Archive. (1922 ed., Michigan State University)
- The Case for Birth Control: A Supplementary Brief and Statement of Facts – May 1917, pubblicato per fornire informazioni a una corte in un procedimento legale. Online (Internet Archive)
- Woman and the New Race, 1920, Truth Publishing, foreword by Havelock Ellis. Online (Harvard University); Online (Project Gutenberg); Online (Internet Archive); Audio on Archive.org
- Debate on Birth Control – 1921, teso di un dibattito tra Sanger, Theodore Roosevelt, Winter Russell, George Bernard Shaw, Robert L. Wolf, and Emma Sargent Russell. Pubblicato come numero 208 nella collana Little Blue Book da Haldeman-Julius Co. Online Archiviato il 2 settembre 2022 in Internet Archive. (1921, Michigan State University)
- The Pivot of Civilization, 1922, Brentanos. Online (1922, Project Gutenberg); Online (1922, Google Books)
- Motherhood in Bondage, 1928, Brentanos. Online (Google Books).
- My Fight for Birth Control, 1931, New York: Farrar & Rinehart
- An Autobiography, New York, NY, Cooper Square Press, 1938, ISBN 0-8154-1015-8.
- Fight for Birth Control, 1916, New York[171] (The Library of Congress)
- Birth Control A Parent's Problem or Women's? The Birth Control Review, Mar. 1919, 6–7.

Periodici
- The Woman Rebel – Sette numeri pubblicati mensilmente dal marzo 1914 all'agosto 2014. Sanger fu editore e curatore editoriale.
- Birth Control Review – Published monthly from February 1917 to 1940. Sanger was Editor until 1929, when she resigned from the ABCL.[172] Da non confondere con la Birth Control News, pubblicata dalla londinese Society for Constructive Birth Control and Racial Progress.

Collane e antologie
- Sanger, Margaret, The Selected Papers of Margaret Sanger, Volume 1: The Woman Rebel, 1900–1928, Esther Katz, Cathy Moran Hajo, Peter Engelman (eds), University of Illinois Press, 2003
- Sanger, Margaret, The Selected Papers of Margaret Sanger, Volume 2: Birth Control Comes of Age, 1928–1939, Esther Katz, Cathy Moran Hajo, Peter Engelman (eds), University of Illinois Press, 2007
- Sanger, Margaret, The Selected Papers of Margaret Sanger, Volume 3: The Politics of Planned Parenthood, 1939–1966, Esther Katz, Cathy Moran Hajo, Peter Engelman (eds), University of Illinois Press, 2010
- The Margaret Sanger Papers at Smith College Archiviato il 27 maggio 2011 in Internet Archive.
- The Margaret Sanger Papers Project at New York University
- Michael J. McElderry, Margaret Sanger: A Register of Her Papers in the Library of Congress, su loc.gov, Manuscript Division, Library of Congress, 1976. URL consultato il 30 marzo 2009 (archiviato dall'url originale il 29 marzo 2009).
- Corrispondenza tra Sanger e McCormick, dal film documentario The Pill Archiviato il 21 giugno 2015 in Internet Archive.; materiale supplementare, PBS, American Experience (produttore). online.

Discorsi
- Sanger, Margaret, "The Morality of Birth Control" 1921.
- Sanger, Margaret, "The Children's Era" 1925.
- Sanger, Margaret, "Woman And The Future" 1937.

### Storiografia
- Sandi L. Dinger, "Sanger, Margaret" in Eleanor B. Amico., ed., Readers Guide to Women's Studies (1998) pp 505–6